# Hexatoma (Eriocera) subnitens
Hexatoma (Eriocera) subnitens is een tweevleugelige uit de familie steltmuggen (Limoniidae). De soort komt voor in het Oriëntaals gebied.